# Платтмонтань, Никола де
Никола де Платтмонтань (Платтемонтань), Никола Монтань (фр. Nicolas de Plattemontagne, Nicolas Мontagne; 19 ноября 1631, Париж — 25 декабря 1706, Париж) — французский живописец и гравёр, мастер офорта эпохи «большого стиля» правления короля Людовика XIV в жанрах мифологических сюжетов и парадного портрета. Сын фламандского живописца и гравёра из Антверпена Матье ван Платтенберга, художника-мариниста, в 1631 году обосновавшегося в Париже. Он также является племянником французского живописца, гравёра и издателя Жана Морена, который познакомил его с техникой офорта. Со временем художник стал подписывать свои офорты сокращённым именем «Монтань», или «Никола Монтань».

## Биография
В юности, научившись основам живописи у отца и дяди, Никола де Платтмонтань стал учеником Филиппа де Шампаня, одного из крупных художников того времени в Париже, и стал одним из сотрудников его мастерской в компании Жана Батиста де Шампаня (1631—1681), племянника мэтра, ровесника Платтмонтаня, с которым он подружился. Некоторые произведения Платтмонтаня иногда отождествляют с работами Жана-Батиста, и только недавно ему снова приписали несколько картин.
В 1663 году Никола де Платтмонтань был принят как «исторический живописец» в Королевскую академию живописи и скульптуры, где позднее он был избран профессором. В том же году после поступления в Академию он был выбран для написания картины в Собор Парижской Богоматери: «Обращение тюремщика Святого Павла», ныне хранящейся в Лувре.
В 1655—1656 годах он участвовал под руководством Филиппа де Шампаня в украшении помещений для Анны Австрийской в аббатстве Валь-де-Грас. В 1669 году художника пригласили для оформления покоев дофина во дворце Тюильри.
Платтмонтань скончался в Париже 25 декабря 1706 года. Корпус его произведений, реконструированный искусствоведами конца XX — начала XXI века, в настоящее время включает семнадцать картин и около восьмидесяти рисунков. Их можно узнать по выразительности энергичных линий.

## Семья
Никола де Платтмонтань 22 октября 1682 года женился по контракту на Мари Боден; в семье было шестеро детей: Никола-Анн де Платтмонтань, королевский музыкант; Поль де Платтмонтань, музыкант; Клод де Платтмонтань, художник; Мари-Анн де Платтмонтань; Франсуаза де Платтмонтань первым браком вышла замуж за художника Анри Бломарса, вторым браком в 1665 году за Луи Боста, двоюродного брата Мари Боден; Катрин де Платтмонтань вышла замуж 8 июля 1656 года за художника Филиппа Влёгельса; Жак Филипп Влёгельс, художник, женился в 1699 году на Катрин де Сирано де Бержерак, племяннице Савиньена де Сирано де Бержерака; Катрин Флюгельс; Никола Флёгельс, художник, женился в 1731 году на Терезе Госсе, невестке живописца Джованни Паоло Панини.

## Галерея

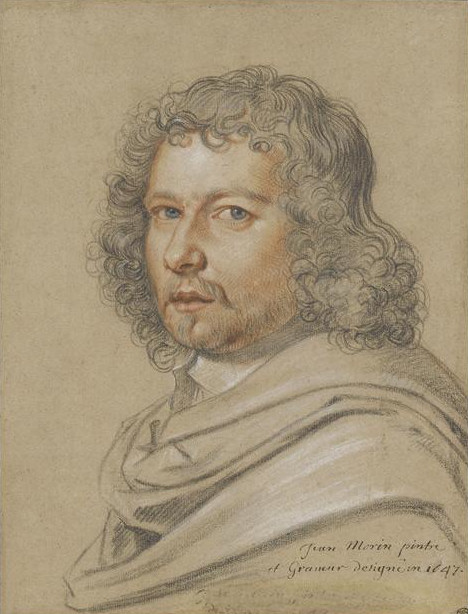
Портрет Жана Морена. 1647. Бумага, сангина, уголь, мел. Лувр, Париж
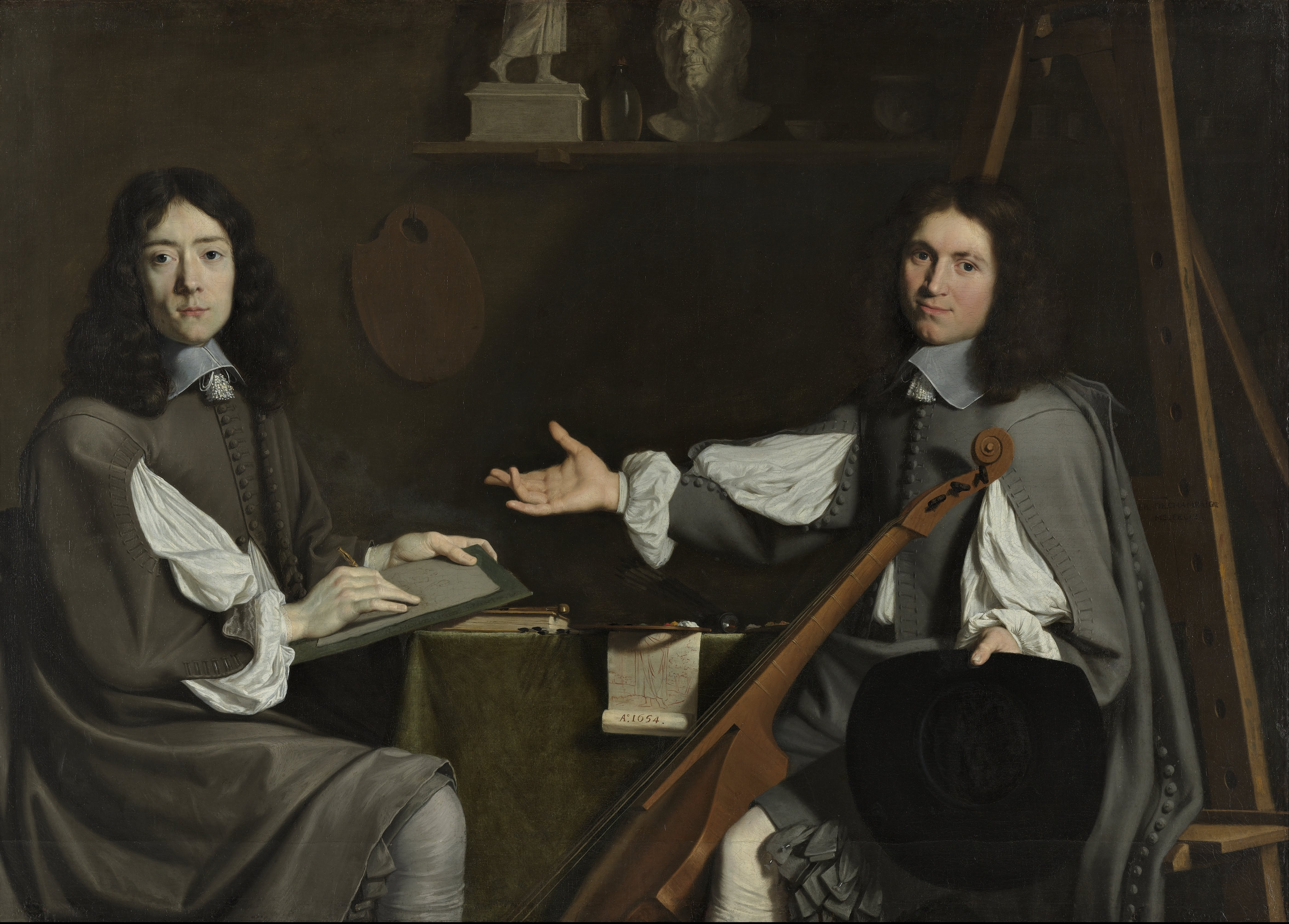
Двойной портрет: Ж. Б. де Шампань и Н. де Платтемонтань. 1654. Холст, масло. Музей Бойманса-ван Бёнингена, Роттердам
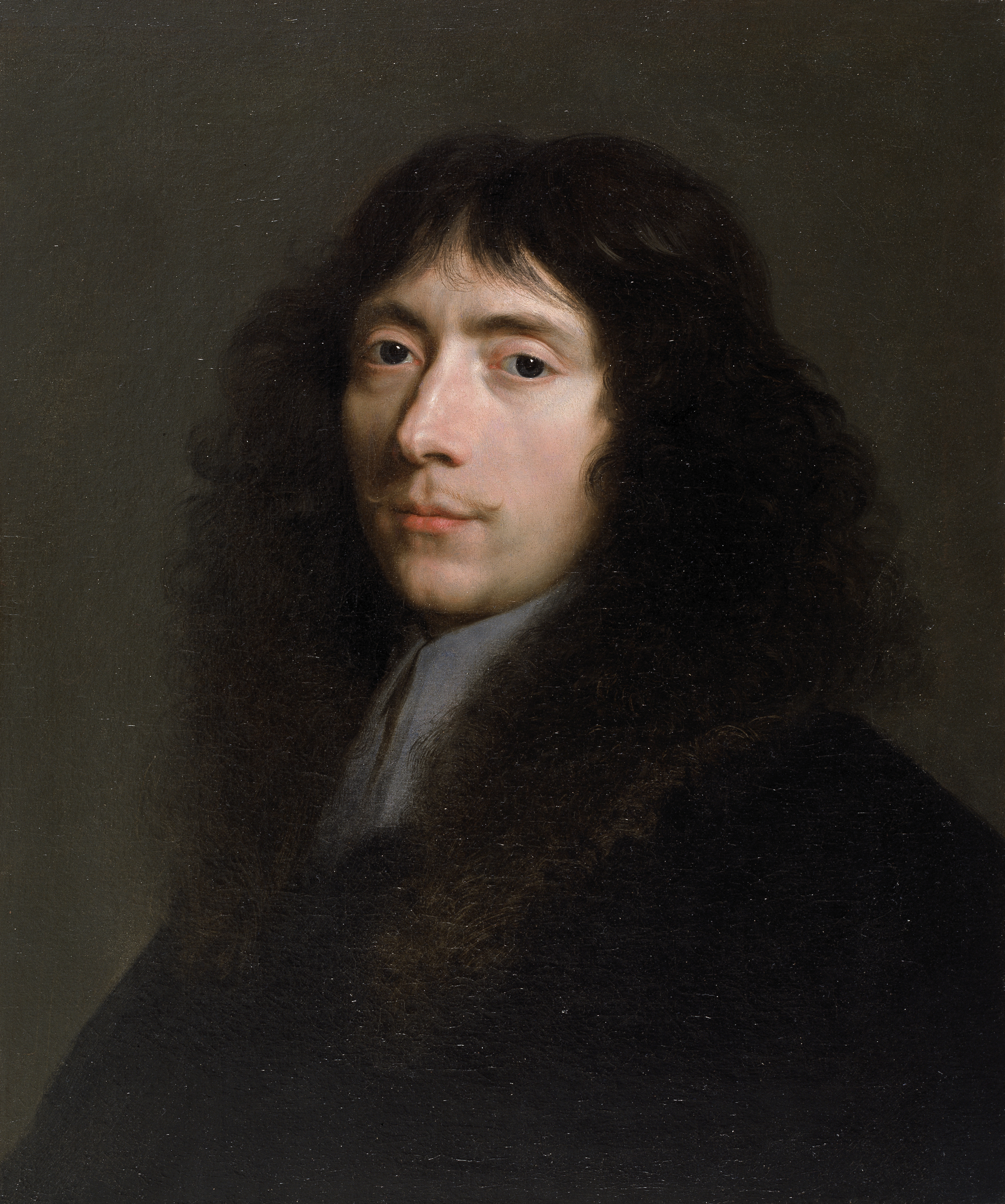
Портрет молодого человека. Холст, масло. Музей изящных искусств, Гент
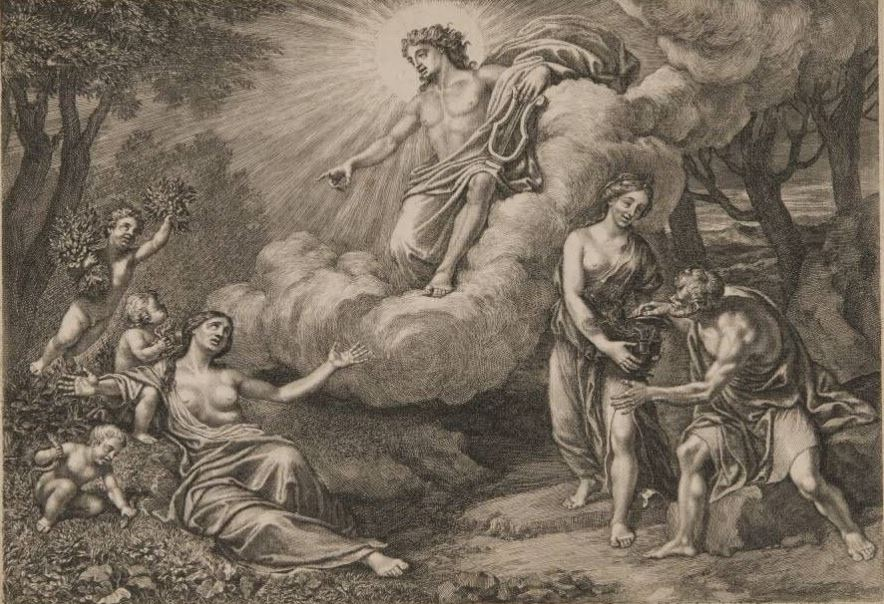
Аполлон. До 1699. Офорт
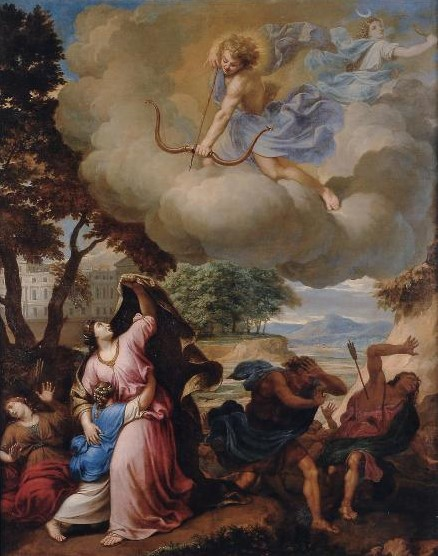
Гибель детей Ниобы. Ок. 1680. Холст, масло. Музей изящных искусств, Орлеан
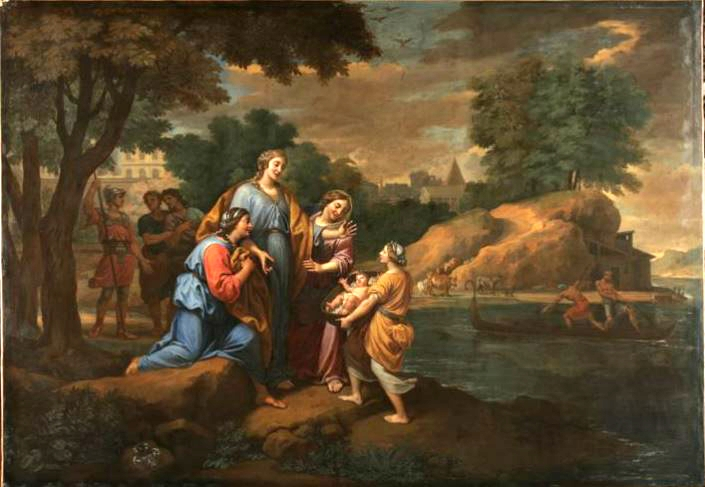
Нахождение Моисея. 1670. Холст, масло. Ассоциация музеев центрального региона
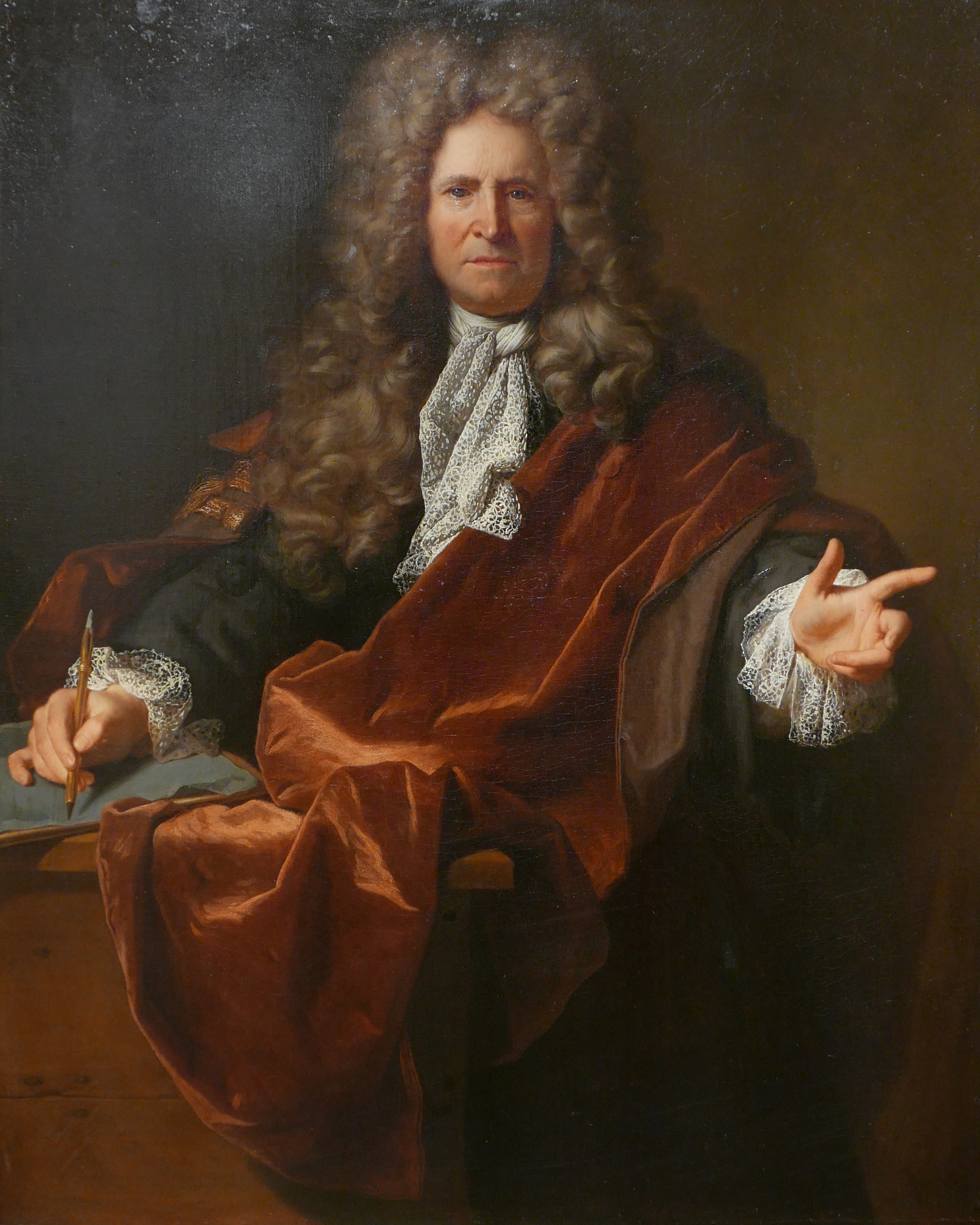
Жан Ранк. 1703. Холст, масло. Музей истории Франции, Версаль
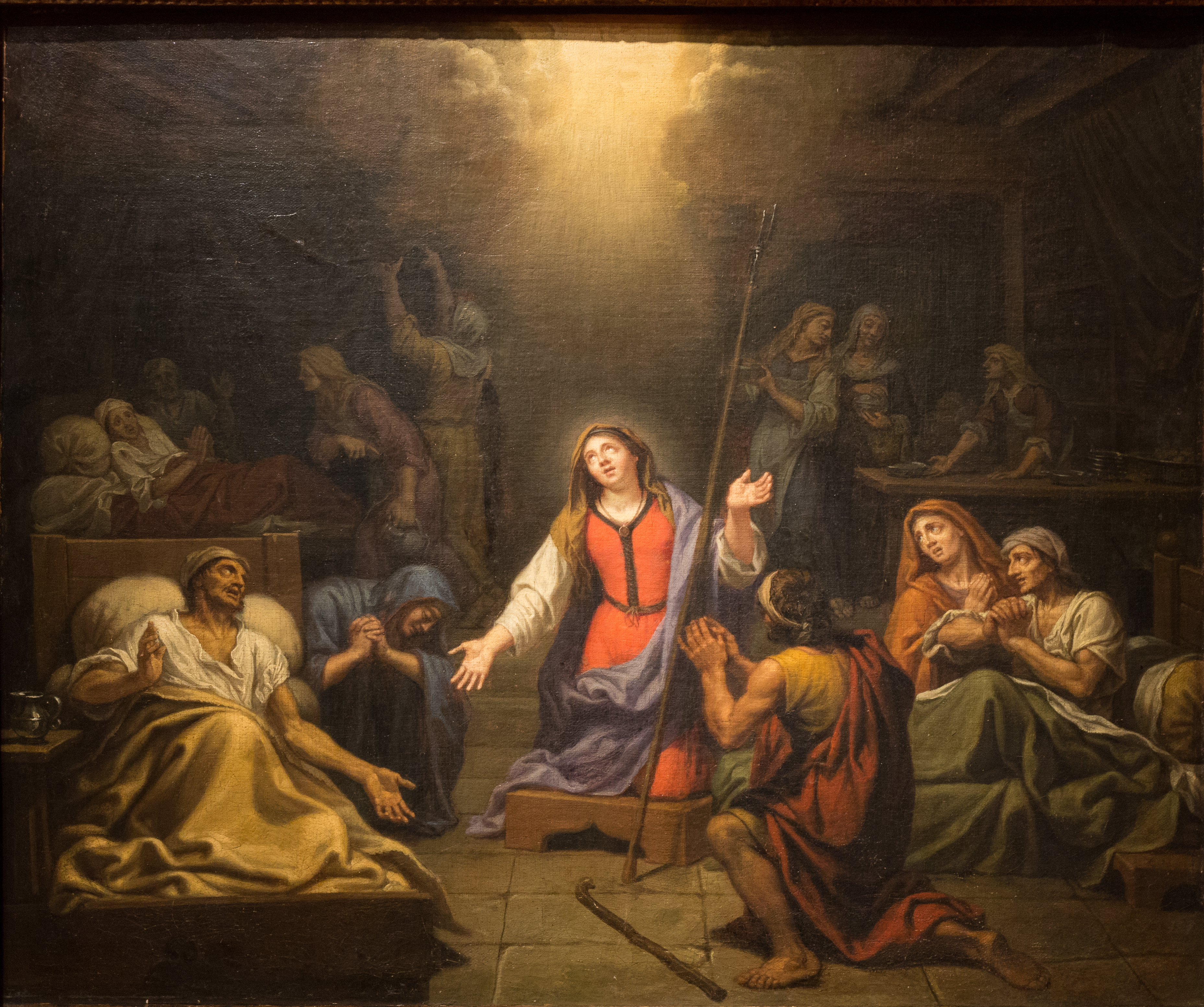
Святая Женевьева защищает больных. 1680. Холст, масло. Музей Жироде, Монтаржи